# Lista de treinadores do Goiás Esporte Clube
Esta é uma lista de treinadores que passaram no Goiás Esporte Clube.

## Treinadores
Técnicos interinos.
| Treinador                   | Ano       |
| --------------------------- | --------- |
| Milton Buzetto              | 1978–1979 |
| Zé Mario                    | 1987–1988 |
| Luiz Felipe Scolari         | 1988      |
| Roberto Oliveira            | 1989      |
| Formiga                     | 1990      |
| Zé Mario                    | 1991–1992 |
| Arthur Bernardes            | 1992      |
| Roberval Davino             | 1993      |
| Walter Nascimento           | 1994-1995 |
| Hélio dos Anjos             | 1995      |
| Othon Valentim Filho        | 1996      |
| Mauro Fernandes             | 1996      |
| Cabralzinho                 | 1996      |
| Paulo Gonçalves             | 1996-1997 |
| Mauro Fernandes             | 1997      |
| Paulo Gonçalves             | 1997      |
| Amado Bucar                 | 1997-1998 |
| Walter Nascimento           | 1998      |
| Gílson Nunes                | 1998      |
| Carlos Alberto Silva        | 1998      |
| Hélio dos Anjos             | 1999–2001 |
| Vica                        | 2001      |
| Lori Sandri                 | 2001      |
| Edinho                      | 2002      |
| Nelsinho Batista            | 2002–2003 |
| Candinho                    | 2003      |
| Cuca                        | 2003      |
| Ivo Wortmann                | 2004      |
| Celso Roth                  | 2004      |
| Péricles Chamusca           | 2005      |
| Edson Gaúcho                | 2005      |
| Geninho                     | 2005–2006 |
| Antônio Lopes               | 2006      |
| Geninho                     | 2006–2007 |
| Wanderley Filho             | 2007      |
| Paulo Bonamigo              | 2007      |
| Márcio Araújo               | 2007      |
| Cassius Hartmann            | 2007      |
| Caio Júnior                 | 2008      |
| Vadão                       | 2008      |
| Hélio dos Anjos             | 2008–2010 |
| Jorginho Cantiflas          | 2010      |
| Émerson Leão                | 2010      |
| Jorginho Campos             | 2010      |
| Arthur Neto                 | 2010–2011 |
| Márcio Goiano               | 2011      |
| Ademir Fonseca              | 2011      |
| Enderson Moreira            | 2011–2013 |
| Claudinei Oliveira          | 2014      |
| Ricardo Drubscky            | 2014      |
| Wagner Lopes                | 2015      |
| Hélio dos Anjos             | 2015      |
| Julinho Camargo             | 2015      |
| Arthur Neto                 | 2015      |
| Danny Sérgio                | 2015      |
| Enderson Moreira            | 2016      |
| Leonardo Condé              | 2016      |
| Gilson Kleina               | 2016–2017 |
| Sílvio Criciúma             | 2017      |
| Argel Fucks                 | 2017      |
| Sílvio Criciúma             | 2017      |
| Hélio dos Anjos             | 2017–2018 |
| Ney Franco                  | 2018      |
| Maurício Barbieri           | 2019      |
| Claudinei Oliveira          | 2019      |
| Ney Franco                  | 2019–2020 |
| Thiago Larghi               | 2020      |
| Enderson Moreira            | 2020      |
| Augusto César Glauber Ramos | 2020–2021 |
| Glauber Ramos               | 2021      |
| Pintado                     | 2021      |
| Marcelo Cabo                | 2021      |
| Glauber Ramos               | 2021–2022 |
| Bruno Pivetti               | 2022      |
| Glauber Ramos               | 2022      |
| Jair Ventura                | 2022      |
| Guto Ferreira               | 2023      |
| Emerson Ávila               | 2023      |
| Armando Evangelista         | 2023      |
| Mário Henrique              | 2023      |
| Zé Ricardo                  | 2024      |
| Márcio Zanardi              | 2024      |
| Vagner Mancini              | 2024      |
| Jair Ventura                | 2025–     |